# Евн
 Тази статия е за древноримския бунтовник.  За австрийското предприятие вижте ЕВН.  
Евн (на латински: Eunus; † 132 пр.н.е.) е роб от Апамея в Сирия, който става водач на Първото робско въстание в Сицилия.
Издига се чрез репутацията си на чудотворец и пророк. Като допълнение на съмнителното твърдение, че може да издиша огън през устатата си, Евн твърди още, че получава видения и съобщения от богинята Атаргатис (Атаргатида, а също и Деркето /Δερκετώ/, което било древногръцкия изказ на арамейското име на финикийската Астарта – Атаргата /на иврит: עתרעתה Ъатраъа́та/ или Тарата), която той сравнява с богинята Деметра. Едно от неговите пророчески предсказания е, че разбунтувалите се роби ще превземат град Ена.
Евн участва в нападението на град Ена и Диодор Сицилийски описва как той (Евн) бил в челните редици и бълвал огън от устата си. След превземането на Ена, Евн е обявен за цар. Впоследствие той приема името Антиох, име използвано от селевкидите, които управляват Сирия и нарича последователите си наброяващи 70 000 души – „моите сирийци“. След като робската армия е победена от римската армия командвана от Марк Перперна, Евн с членове на неговия „царски двор“ се крие в пещера, в която е заловен впоследствие.
Повечето от писмените доказателства за Евн и Първото робско въстание идват от Диодор Сицилийски, който използва Посидоний за свой главен източник. В Epitome на Флор, където се включват откъси от изгубени писания на Ливий, е най-детайлния латински източник. И Диодор и Посидоний симпатизират на римляните. Тъй като Евн е враг на Рим, който е победен, има вероятност тяхното описание за въстанието и лидерите му да са пристрастни. От друга страна Посидоний също като Евн е от сирийския град Апамея и описанието на това, че Евн почита богинята Атаргатис вероятно идва от личното му познание за жреците на богинята.
При археологически разкопки в град Ена е намерена малка медна монета с надпис „цар Антиох“. Има вероятност Антиох от монетата да е именно Евн.